# Felix Schröder
Felix Schröder   (Dortmund, 17 de març de 1876 - Essen, 3 de març de 1966) fou un compositor i músic d'església protestant.
Des de 1893 va assistir a la universitat de formació de professors a Soest, on August Knabe fou el seu professor musical el qual en aquell temps era el pioner en la música de l'església. A més del treball principal com a professor, va treballar des de 1906 fins a 1943 a "St. Mary's" a Dortmund com a organista. També, va ser professor de música del "Städtische Präparende" (piano, orgue, violí, veu, harmonia) i professor d'orgue a l'Acadèmia Pedagògica o al Col·legi d'Ensenyament de Professors de Dortmund. Va organitzar més de 200 concerts de música d'església a "St. Marien" i al voltant de Dortmund. A causa de les circumstàncies de la Segona Guerra Mundial la vida, després de Getmold el va portar (a part de Prússia, Oldendorf, de Minden-Lübbecke), on encara va treballar com a mestre d'escola i músic de l'església i fins a 1964 va viure allà. En vista dels seus serveis el cap la música religiosa de l'Església de Westfàlia li va atorgar el desembre de 1946, el títol de "director de música de l'església."
Va compondre cantates com "Vostè òrgan de la meva vida" i "Oh Sant del àngel del cel". Estilísticament, la seva música té les seves arrels en el segle xix. Amb Otto Heinermann i Gerard Bunk pertany a una generació de músics que ha marcat l'aparició de música de l'església protestant a la ciutat industrial de Dortmund i Westfàlia durant la primera meitat del segle xx.